# Talea (Film)
Talea ist ein österreichischer Spielfilm der Regisseurin Katharina Mückstein aus dem Jahr 2013.

## Handlung
Es sind Sommerferien, und der geplante Italienurlaub mit Jasmins Pflegefamilie steht vor der Tür. Alle freuen sich auf die Reise – außer Jasmin. Sie will bei Eva sein, ihrer Mutter, die nach einem langen Gefängnisaufenthalt erstmals wieder für Jasmin greifbar ist. Seit Wochen sucht Jasmin Evas Nähe, sie gibt nicht auf, auch wenn sie von ihr abgewiesen wird. Nach einem Streit mit ihrer Pflegefamilie reißt Jasmin aus und überredet Eva schließlich, mit ihr gemeinsam einen Kurzurlaub auf dem Land zu verbringen. Mutter und Tochter kommen sich näher – doch als ein Mann dieses sensible Gefüge zu stören droht, gerät ihre Beziehung abermals ins Wanken.

## Rezeption

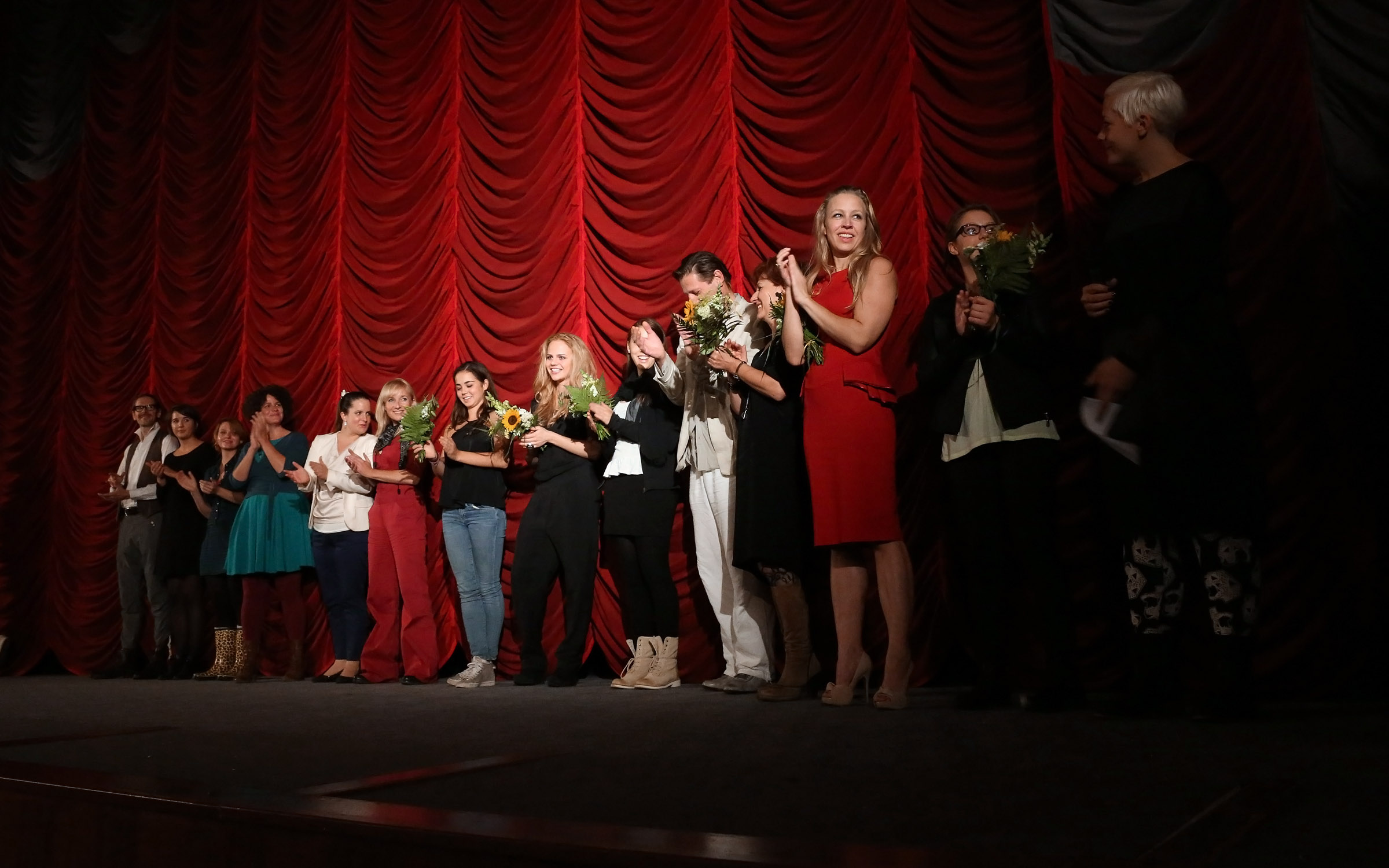
Das Filmteam bei der Premiere in Wien (2013)

„Ein grandioses Debüt über zwei Außenseiterinnen auf der Suche nach Halt und Identität“

„Dem Realismus verpflichtet, ist Talea ein poetisches Werk, warm, berührend und nie sentimental“

## Auszeichnungen
- Filmfestival Max Ophüls Preis der saarländischen Ministerpräsidentin
- Diagonale (Filmfestival) 2013: Preis für das beste Kostüm